# Patrick Dorgu
Patrick Chinazaekpere Dorgu (* 26. října 2004) je dánský fotbalista, který hraje jako obránce za Manchester United a dánskou reprezentaci.
Dorgu odehrál dvě sezóny v Serii A za Lecce, v roce 2025 přestoupil do Manchesteru United.
V seniorské reprezentaci Dánska debutoval v roce 2024 v Lize národů.

## Klubová kariéra

### Lecce
Do akademie Lecce přišel z Nordsjællandu.
Debutoval dne 13. srpna 2023 v zápase Coppa Italia proti Comu. O týden později debutoval v Serii A proti Laziu. Svůj první gól vstřelil dne 2. února 2024 při výhře 3:2 nad Fiorentinou.

### Manchester United
Dne 2. února 2025 podepsal Dorgu s klubem Manchesterem United smlouvu do roku 2030. Debutoval o pět dní později, dne 7. února, v zápase FA Cupu proti Leicesteru City.

## Reprezentační kariéra
Dorgu se narodil v Dánsku a je nigerijského původu. Je mládežnickým reprezentantem Dánska.
Za seniorskou reprezentaci debutoval dne 5. září 2024 proti Švýcarsku. V 81. minutě nastoupil místo Victora Nelssona a o 42 sekund později vstřelil gól. Zápas skončil vítězstvím Dánska 2:0.